# Pancheria rubrivenia
Pancheria rubrivenia är en tvåhjärtbladig växtart som beskrevs av E. G.Baker. Pancheria rubrivenia ingår i släktet Pancheria och familjen Cunoniaceae. Inga underarter finns listade i Catalogue of Life.